# Amy Louise Wilson
Amy Louise Wilson (* 20. Jahrhundert) ist eine südafrikanische Schauspielerin und Drehbuchautorin.
Wilson tritt seit Mitte der 2010er Jahre als Schauspielerin in Erscheinung. Sie spielte unter anderem in den TV-Serien The Book of Negroes (2015) und Troja – Untergang einer Stadt (2018), in Letzterer verkörperte sie Briseis, die Sklavin und Geliebte des Achilles. Auch in Filmen übernimmt sie Rollen, so 2016 in Cinderella Story 4: Wenn der Schuh passt…. 2022 war sie in Redeeming Love – Die Liebe ist stark zu sehen.